# Polyrhachis emeryana
Polyrhachis emeryana är en myrart som beskrevs av Mann 1919. Polyrhachis emeryana ingår i släktet Polyrhachis och familjen myror. Inga underarter finns listade i Catalogue of Life.